# فيوريل ناستاسي
فيوريل ناستاسي (بالرومانية: Viorel Năstase)‏ هو لاعب كرة قدم روماني في مركز الهجوم، ولد في 7 أكتوبر 1953 في بوخارست في رومانيا. شارك مع منتخب رومانيا لكرة القدم. أما مع النوادي، فقد لعب مع ستيوا بوخارست وميونخ 1860 ونادي ريد بل سالزبورغ ونادي كاتانزارو.

## وصلات خارجية
- فيوريل ناستاسي على موقع قاعدة بيانات كرة القدم.إي يو (الإنجليزية)
- فيوريل ناستاسي على موقع ناشيونال فوتبول تيمز (الإنجليزية)
- فيوريل ناستاسي على موقع عالم كرة القدم.نت (الإنجليزية)